# Psidium hasslerianum
Psidium hasslerianum är en myrtenväxtart som beskrevs av João Barbosa Rodrigues. Psidium hasslerianum ingår i släktet Psidium och familjen myrtenväxter. Inga underarter finns listade i Catalogue of Life.